# OTO Mod. 35
Az OTO Mod. 35 egy olasz fejlesztésű kézigránát volt, melyet az olasz hadsereg használt a második világháború alatt.

## Leírás
Az 1935-ben rendszeresített OTO Mod. 35, együtt az SRCM Mod. 35 és a Breda Mod. 35-el a kézigránátok új generációját jelentették, melyekkel az olasz hadsereg harcba indult a második világháború elején. Támadó típusú kézigránát, pirosra festett alumíniumból készült gránáttesttel, benne 36 g TNT robbanóanyaggal és egy ólom golyóval, amelyet a robbanás apró repeszekké vet szét.

## Fordítás
- Ez a szócikk részben vagy egészben  az   OTO Mod. 35 című angol Wikipédia-szócikk ezen változatának fordításán alapul.  Az eredeti cikk szerkesztőit annak laptörténete sorolja fel. Ez a jelzés csupán a megfogalmazás eredetét és a szerzői jogokat jelzi, nem szolgál a cikkben szereplő információk forrásmegjelöléseként.